# Eugène Varlin
Pour les articles homonymes, voir Varlin.
Louis Eugène Varlin (Claye (Seine-et-Marne), 5 octobre 1839 – Paris, 28 mai 1871), est un militant socialiste et libertaire, membre de la Première Internationale et de la Commune de Paris.

## Biographie

### Jeunesse, internationale, coopératives et grèves
Eugène Varlin naît dans une famille de paysans pauvres. Il est apprenti peintre en 1852, puis devient artisan relieur à Paris. En 1857, il participe à la fondation de la société de secours mutuels des relieurs. En 1864-1865, il anime la grève des ouvriers relieurs parisiens. Il devient président de la société d'épargne de crédit mutuel des relieurs qu'il a aidé à créer (partisan de l'égalité des sexes, il y fait entrer à un poste élevé Nathalie Lemel).
En 1864 est créée l'Association internationale des travailleurs, souvent connue sous l’appellation de « Première Internationale ». Varlin y adhère en 1865 et participe, avec son frère Louis et Nathalie Lemel, à la première grève des relieurs. Il est délégué en 1865 à la conférence de l'AIT à Londres, puis en 1866 au premier congrès de l'AIT à Genève, où il défend contre la majorité des autres délégués le droit au travail des femmes. C'est à travers l'AIT qu'il fait la rencontre de Karl Marx.
Il est aussi membre de la Société du crédit au travail de Jean-Pierre Béluze de 1865 à 1868.
À la même époque, il crée la Société de solidarité des ouvriers relieurs de Paris, dont les statuts évoquent la nécessité de « poursuivre l'amélioration constante des conditions d'existence des ouvriers relieurs en particulier, et, en général, des travailleurs de toutes les professions et de tous les pays, et d'amener les travailleurs à la possession de leurs instruments de travail ». Ses efforts contribuent à la création, le 14 novembre 1869, de la Fédération parisienne des sociétés ouvrières, qui plus tard passe à l'échelle nationale et devient ultérieurement la Confédération générale du travail. Varlin participe à la création d'une coopérative, La Ménagère, en 1867, et à l'ouverture, en 1868, d'un restaurant coopératif, La Marmite. Ce dernier compte 8 000 adhérents et ne ferme qu'après la Commune.

Eugène Varlin. Portrait par Félix Vallotton paru dans La Revue blanche en 1897.

En 1868, 1869 et 1870, Varlin est arrêté et emprisonné plusieurs fois en raison des grèves poussées par l'AIT en France. En 1869, il est partisan de la participation aux élections et s'oppose à ce sujet aux proudhoniens. En 1870, la section parisienne de l'AIT publie un manifeste contre la guerre. Eugène Varlin constitue des sections de l'Internationale à Lyon, au Creusot et à Lille.
À la chute de l'Empire, Varlin fait partie, en septembre 1870, du comité central républicain des Vingt arrondissements de Paris et devient membre du comité central de la Garde nationale au titre du 193e bataillon, dont il est le commandant. Il est révoqué de son commandement après l'insurrection du 31 octobre contre la politique menée par le gouvernement de la Défense nationale. Pendant l'hiver et le siège de Paris par les Prussiens, il s'occupe de l'alimentation des nécessiteux en fournissant les « marmites de Varlin » avec l'aide, notamment, de Nathalie Lemel et devient secrétaire du conseil de l'AIT pour la France. Le 8 février 1871, il est candidat, sans succès, comme socialiste révolutionnaire aux élections pour l'Assemblée nationale.

### La Commune

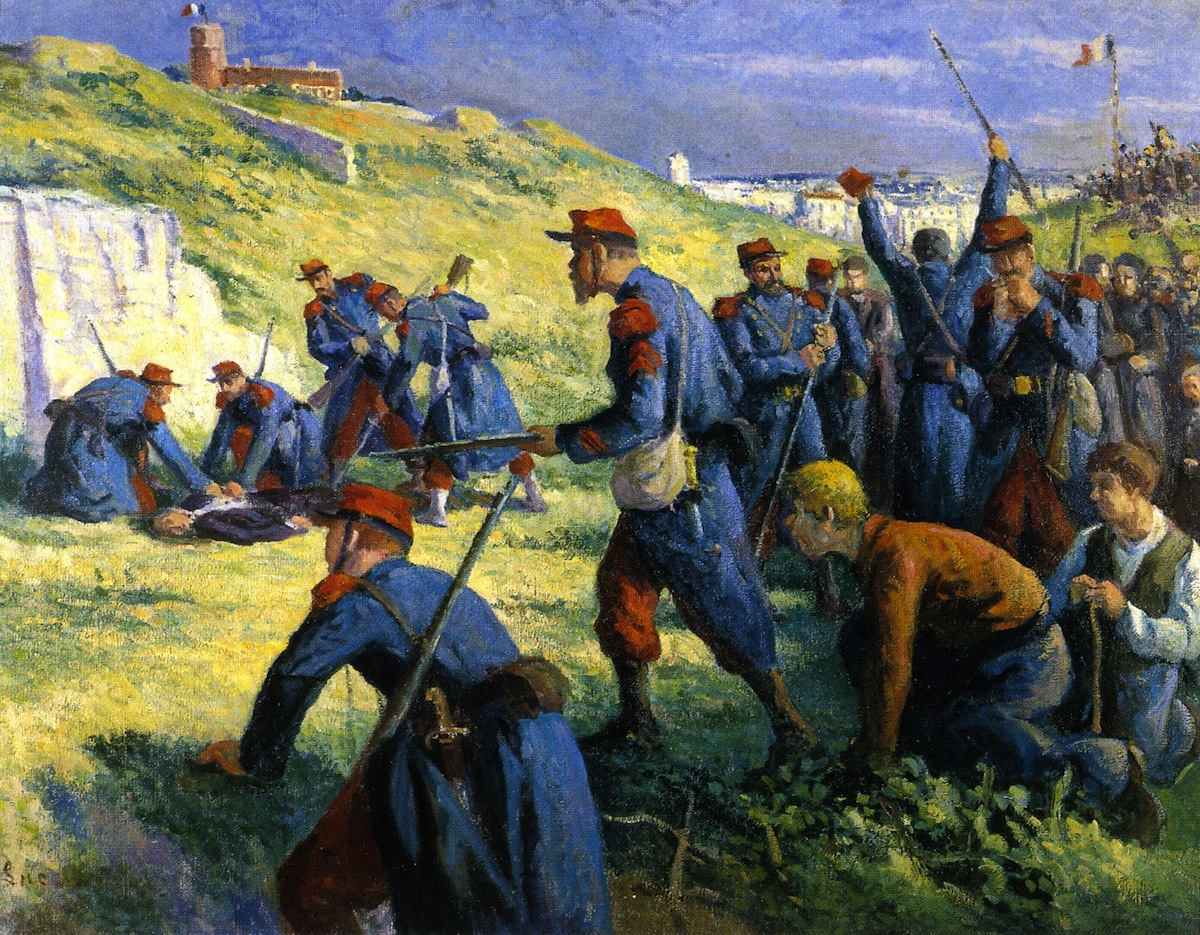
L'Exécution de Varlin, Maximilien Luce.

Lors du soulèvement du 18 mars 1871, Varlin participe à la prise de la place Vendôme. Le 24 mars, il participe à la rédaction du manifeste-programme des sections parisiennes de l'AIT. Il est élu triomphalement le 26 mars au conseil de la Commune par les VIe, XIIe et XVIIe arrondissements, et nommé à la commission des finances. Il assure la liaison entre la Commune et les sociétés ouvrières.
Le 1er mai, Varlin, comme la majorité des internationalistes, s'oppose à la création du comité de salut public et signe le manifeste de la minorité. Pendant la Semaine sanglante, terrible répression menée par l'armée des Versaillais, il tente en vain de s'opposer à une exécution d'otages, rue Haxo, et participe aux combats à Belleville.

Emplacement de la dernière barricade de la Commune
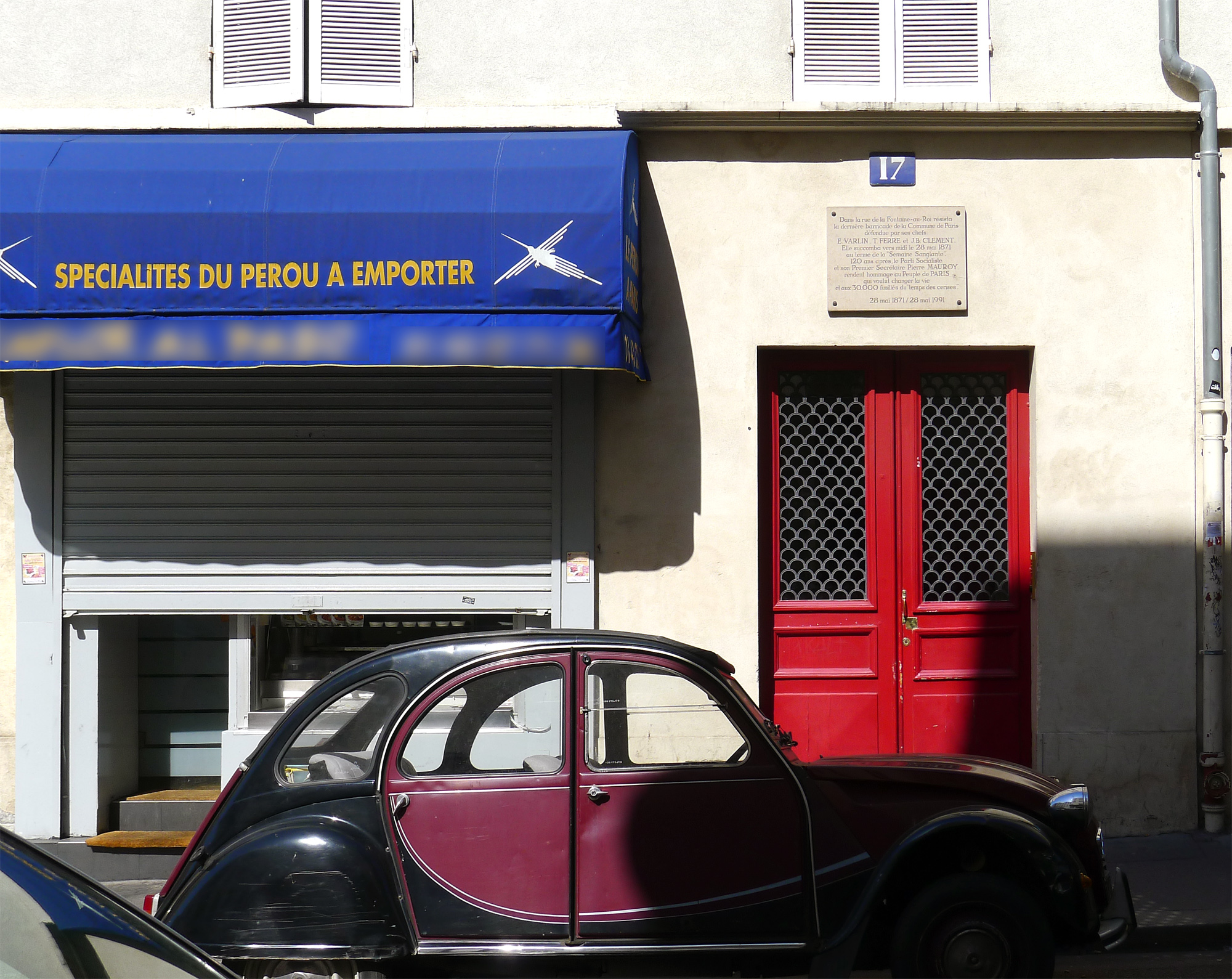
N°17, rue de la Fontaine-au-Roi.
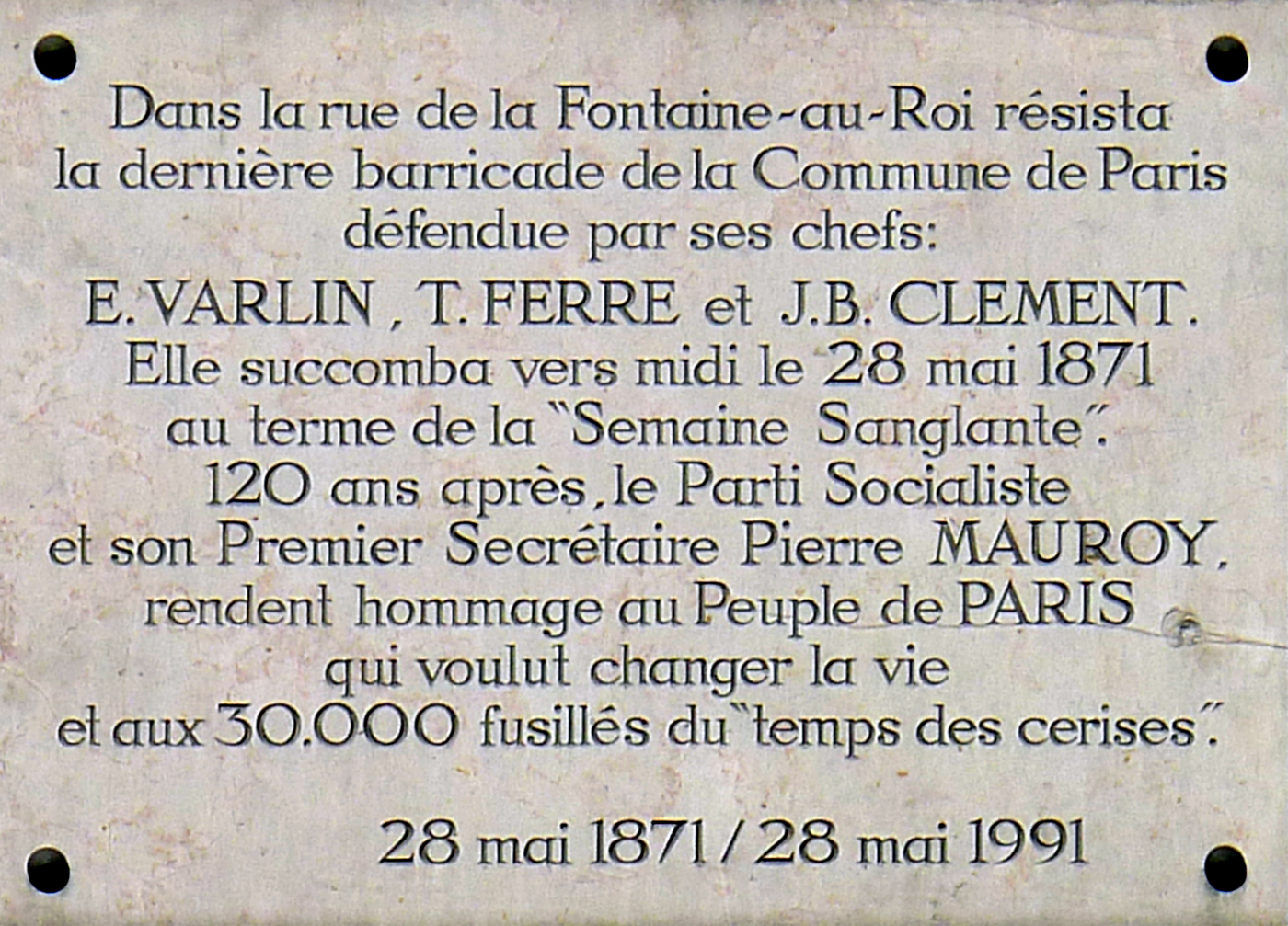
Plaque commémorative rendant hommage à Eugène Varlin.

Le 28 mai, reconnu et dénoncé par un prêtre rue Lafayette, il est arrêté par le lieutenant Sicre et amené à Montmartre, rue des Rosiers, où il est lynché, éborgné par la foule et, finalement, fusillé par les soldats près de l'endroit où avaient été fusillés les généraux Lecomte et Clément-Thomas,.
Prosper-Olivier Lissagaray relate son assassinat en ces termes : 

« Place Cadet, il fut reconnu par un prêtre qui courut chercher un officier. Le lieutenant Sicre saisit Varlin, lui lia les mains derrière le dos et l'achemina vers les Buttes où se tenait le général de Laveaucoupet. Par les rues escarpées de Montmartre, ce Varlin, qui avait risqué sa vie pour sauver les otages de la rue Haxo, fut traîné une grande heure. Sous la grêle des coups sa jeune tête méditative qui n'avait jamais eu que des pensées fraternelles, devint un hachis de chairs, l'œil pendant hors de l'orbite. Quand il arriva rue des Rosiers, à l'état-major, il ne marchait plus on le portait. On l'assit pour le fusiller. Les soldats crevèrent son cadavre à coup de crosse. Sicre vola sa montre et s'en fit une parure. »

Les ouvriers relieurs lui avaient en effet offert une montre qui lui fut volée, après qu'il eut été massacré.

## Relation à l'anarchisme
Selon le Dictionnaire des anarchistes publié en 2014 : 

« Si Eugène Varlin ne peut être considéré comme anarchiste stricto sensu, le mouvement anarchiste se réclame communément de ce militant précurseur du syndicalisme révolutionnaire, proche de Bakounine au sein de la Première Internationale, et membre de la minorité anti-autoritaire de la Commune de Paris. »

## Mémoire

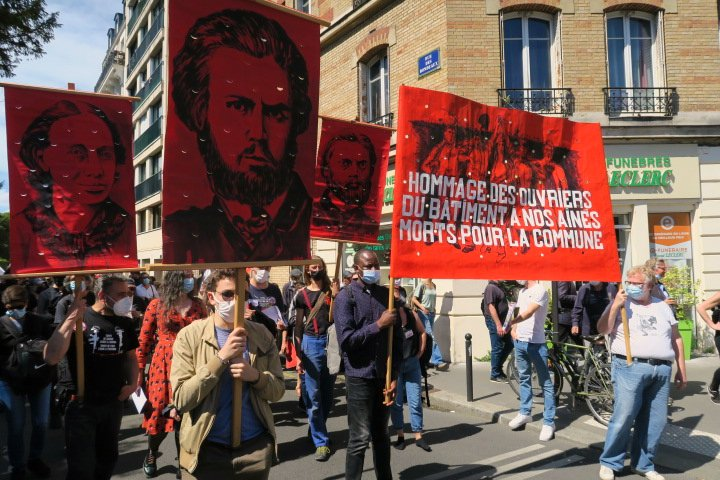
Un portrait d'Eugène Varlin porté lors d'une montée au mur des Fédérés durant le cent-cinquantenaire de la Commune.

Plusieurs écoles portent le nom d'Eugène Varlin, ainsi que des voies publiques, notamment une rue, un square et un pont du 10e arrondissement de Paris. Il y a une avenue Eugène Varlin dans le quartier historique de Saint Sauveur à Lille (Lille-centre). Une place à son nom a été inaugurée le 21 juin 2006 dans le 3e arrondissement de Lyon, entre la bourse du travail et le palais de justice. Eugène Varlin est né dans une maison de la rue Berthe, dans le quartier Voisin de l'actuelle Claye-Souilly, rue qui aujourd'hui porte son nom. Une rue de Saint-Junien (Haute-Vienne), près de la place Lénine, au chevet de la collégiale et de la bourse du travail, porte le nom de Varlin depuis 1932.
Les villes de Nantes en Loire-Atlantique, Laval dans la Mayenne, Morlaix dans le Finistère, Limoges en Haute-Vienne, Bobigny (Seine-Saint-Denis), Drancy (Seine-Saint-Denis), Montreuil (Seine-Saint-Denis), Malakoff (Hauts-de-Seine), Romans-sur-Isère (Drôme), Douchy-Les-Mines (Nord), Avion (Pas-de-Calais), Limeil-Brévannes (Val-de-Marne), Vitry-sur-Seine (Val-de-Marne), Villejuif (Val-de-Marne) et Montpellier (Hérault) comportent chacune une rue à son nom.
Une annexe et une salle de la Bourse du travail de Paris ont également été baptisées en son honneur.

## Citation
« Tant qu’un homme pourra mourir de faim à la porte d'un palais où tout regorge, il n’y aura rien de stable dans les institutions humaines. »

### Notices biographiques
- Jules Clère, Les hommes de la Commune : Biographie complète de tous ses membres, Paris, Libraire-éditeur É. Dentu, 1871, xiv-195, 1 vol. in-18 (OCLC 457798492, lire en ligne sur Gallica), p. 173-177
  - Jules Clère, Les hommes de la Commune : Biographie complète de tous ses membres, Paris, Libraire-éditeur É. Dentu, 1871, 4e éd. (1re éd. 1871), vi-215, 1 vol. in-18 (lire en ligne sur Gallica), p. 191-195
- Paul Delion, Les membres de la Commune et du Comité central, Paris, A. Lemerre éditeur, août 1871, 446 p. (lire en ligne sur Gallica), p. 224-229
- Bernard Noël, Dictionnaire de la Commune, Coaraze, L'Amourier éditions, coll. « Bio », avril 2021 (1re éd. 1971), 722 p. (ISBN 978-2-36418-060-4, ISSN 2259-6976, présentation en ligne), p. 770-773
- « Notice Varlin Eugène [Varlin Louis, Eugène] », sur maitron.fr, Le Maitron, dictionnaire bibliographique du mouvement ouvrier et du mouvement social, Association Les Amis du Maitron (consulté le 17 août 2021)
  - « Notice Varlin Eugène [Louis, Eugène,dit] [Dictionnaire des anarchistes] », sur maitron.fr, Le Maitron, Association Les Amis du Maitron (consulté le 17 août 2021)
- « Eugène Varlin », Encyclopédie Larousse.